# Distretto di Xingning
Il distretto di Xingning (兴宁区S, Xīngníng QūP) è un distretto della Cina, situato nella regione autonoma di Guangxi e amministrato dalla prefettura di Nanning.